# Illés (keresztnév)
A Illés az Éliás önállósult magyar változata.

## Gyakorisága
Az 1990-es években igen ritka név, a 2000-es években nem szerepel a 100 leggyakoribb férfinév között.

## Névnapok
- február 16.[2]
- július 4.[2]
- július 20.[2]

## Híres Illések
- Illés próféta
- Augustini Illés lelkész
- Berger Illés királyi történetíró
- Breithor Illés lelkész
- Chrastina Illés gimnáziumi igazgató
- Horváth Illés színész
- Juhász Illés színész